# Șo (literă)

Litera bactriană șo

Șo (caracter unicode: ϸ; nume scris uneori și sho) a fost o literă adăugată în alfabetul grec pentru scrierea limbii bactriene. Ea este similară din punct de vedere aspectual cu thorn-ul (þ) anglo-saxon. Probabil ea reprezenta un sunet asemănător cu ș-ul românesc /ʃ/. Transliterația sa convențională în alfabetul latin este „š”.